# 王治平 (1878年)
王治平（1878年7月6日—1964年2月22日），字化清，祖籍浙江紹興，生於北京，1930年春選為衛理公會首位華人會督，1964年病逝。

## 生平
王治平家族在祖父時由紹興遷居到北京，從此家族中這一支定居北京。其祖父有四子，其父排行第四，出生於北京並在該地久居。王治平的祖父和父親先後在清政府任小官吏；他的母親顧氏祖籍也是紹興。弟弟王治和（字讚清）小王治平四歲。王氏兄弟幼年喪父，稍長入舊式私塾就讀，後經國文教師陸氏介紹到衛理公會匯文大學就讀；不久，兩人和母親先後成為基督徒。
1899年，王治平從匯文大學畢業， 次年與郝錦英結婚。郝氏家居北京市昌平區多年，是北京慕貞女校應屆畢業生。
1901年秋，王治平開始在河北省撫寧縣（鄰近山海關）担任1年的美以美會教堂牧師。之後，山海關（今河北省秦皇島市山海關區）西街教會小學於1902年籌建，1903年開課。王治平任校長，兼任數學、英語、聖經等課教師。
1908年秋至1914年夏，王治平任北京匯文大學歷史教師。1914年秋至1917年夏間赴美國紐約州雪城大學從事研究，獲哲學博士學位，兼中國近代史教授。1927年以后，亦曾擔任過匯文中學的董事。
1919年秋至1926年秋，擔任天津基督教青年會（Y.M.C.A.）總幹事。 1926年秋至1930年春，擔任北京亞斯理堂（Asbury Church）主任牧師。1930年春，在南京當選為衛理公會首位華人會督。
晚年時期，由於會督工作遍及中國各地，年逾半百的王治平經常旅行，十分勞累，未到六十歲即退休，久居京、津兩地。
王治平於1964年2月病逝；夫人郝錦英則於1969年5月病逝。

## 外部連結
- C. P. Wang （页面存档备份，存于）, Prabook